# Heilbronn (distrito)
Heilbronn é um distrito da Alemanha, na região administrativa de Estugarda, estado de Baden-Württemberg.
No Brasil sempre se utiliza a forma original do nome Stuttgart, como na língua alemã, tanto para a cidade como para a região.

## Cidades e Municípios
- Cidades:

1. Bad Friedrichshall
2. Bad Rappenau
3. Bad Wimpfen
4. Beilstein
5. Brackenheim
6. Eppingen
7. Güglingen
8. Gundelsheim
9. Lauffen
10. Löwenstein
11. Möckmühl
12. Neckarsulm
13. Neudenau
14. Neuenstadt
15. Schwaigern
16. Weinsberg
17. Widdern

- Municípios:

1. Abstatt
2. Cleebronn
3. Eberstadt
4. Ellhofen
5. Erlenbach (Württemberg)
6. Flein
7. Gemmingen
8. Hardthausen (Kocher)
9. Ilsfeld
10. Ittlingen
11. Jagsthausen
12. Kirchardt
13. Langenbrettach
14. Lehrensteinsfeld
15. Leingarten
16. Massenbachhausen
17. Neckarwestheim
18. Nordheim (Württemberg)
19. Obersulm
20. Oedheim
21. Offenau
22. Pfaffenhofen (Württemberg)
23. Roigheim
24. Siegelsbach
25. Talheim (Heilbronn)
26. Untereisesheim
27. Untergruppenbach
28. Wüstenrot
29. Zaberfeld